# Humlebiflagermus
Humlebiflagermusen (latin: Craseonycteris thonglongyai) er et af verdens mindste pattedyr – sammen med pygmæspidsmus Suncus etruscus – med en vægt på blot to gram. De lever i det sydvestlige Thailand.